# Ukrajinśka asociacija futbołu
Ukraiński Związek Piłki Nożnej (ukr. УАФ – Українська асоціація футболу, transkr. pol. Ukrajinśka asociacija futbołu – UAF) – związek piłkarski na Ukrainie założony w 1991. Do 17 maja 2019 nazywał się FFU – Federacija futbołu Ukrajiny (ukr. ФФУ – Федерація футболу України). Związek prowadzi reprezentację kraju. Siedzibą związku jest Kijów.
Ukraina wraz z Polską zorganizowała Euro 2012.

## Historia
6 marca 1991 w dzięki staraniom Wiktora Bannikowa powstała i prawnie zarejestrowana Federacja Futbolu Ukraińskiej SRR, która działała w składzie Federacji Futbolu ZSRR. Była w pełni kontrolowana i podporządkowana kierownictwu w Moskwie.
24 sierpnia 1991 roku po ogłoszeniu Aktu Niepodległości Ukrainy Komitet Wykonawczy Federacji Futbolu Ukraińskiej SRR przyjął decyzję o zorganizowaniu na początku grudnia sesji plenarnej, na której określą przyszłość rozwoju piłki nożnej na Ukrainie.
Na początku września, na wspólnym posiedzeniu Federacji i społeczności piłkarskiej było zaproponowano utworzenie instytucji krajowej piłki nożnej, która nie byłaby podporządkowana Moskwie.
W październiku Wiktor Bannikow spotkał się z prezydentem UEFA Lennart Johansson, który obiecał pełne wsparcie dla Ukrainy w sprawie przyłączenia do europejskiej wspólnoty piłki nożnej.
1 grudnia 1991, po referendum narodowym na Ukrainie, społeczność międzynarodowa dowiedziała się o tym, że na mapie świata pojawiło się nowe niepodległe państwo.
13 grudnia 1991 roku Rada Federacji Futbolu jednogłośnie przyjęła oświadczenie o utworzeniu Publicznej Organizacji Sportowej „Federacja Futbolu Ukrainy” (FFU). Pierwszym prezesem został obrany Wiktor Bannikow.
Latem 1992 została członkiem UEFA i FIFA.
Związek prowadzi reprezentacje Ukrainy w piłce nożnej (różnych kategorii wiekowych) oraz reprezentacje kobiet, studentów, w piłce nożnej plażowej i futsalu.
Do 1996 roku związek prowadził też ukraińskie rozgrywki ligowe, później organizacją rozgrywek ligowych zajmuje się Ukraińska Profesjonalna Liga Piłki Nożnej.
17 maja 2019 na Kongresie zmieniono nazwę związku z FFU na UAF (Ukrajinśka Asociacija Futbołu).

## Najważniejsze sukcesy
- Reprezentacja kraju:

1/4 finału Mistrzostw świata: 2006 (Niemcy)
- Reprezentacja U-21:

wicemistrz Europy U-21: 2006 (Portugalia)
- Reprezentacja U-20:

mistrz świata U-20: 2019 (Polska)
- Reprezentacja U-19:

mistrz Europy U-19: 2009 (Ukraina)
wicemistrz Europy U-19: 2000 (Niemcy)
- Reprezentacja U-17:

wicemistrz Europy U-17: 1994 (Irlandia)
- Reprezentacja studentów:

mistrz Letniej Uniwersjady: 2007 (Tajlandia), 2009 (Serbia)
wicemistrz Letniej Uniwersjady: 2001 (Chiny)
- Reprezentacja kobiet:

9-12 miejsce na Mistrzostwach Europy: 2009 (Finlandia)
- Reprezentacja w piłce nożnej plażowej:

1/4 finału Mistrzostw świata: 2005 (Brazylia)
mistrz Europy: 2011 (Włochy)
brązowy medalista Euro Beach Soccer League: 2004 (Monaco)
zdobywca Euro Beach Soccer Cup: 2007 (Hiszpania)
- Reprezentacja w futsalu:

półfinalista Mistrzostw Świata: 1996 (Hiszpania)
wicemistrz Europy: 2001 (Rosja), 2003 (Włochy)

## Prezesi
- 1991 – 1996: Wiktor Bannikow
- 1996 – 2000: Wałerij Pustowojtenko
- 16 sierpnia 2000 – 2 września 2012: Hryhorij Surkis (wybrany na kolejny 4-letni okres 16 lipca 2004 roku oraz ponownie wybrany na kolejny 5-letni okres 14 września 2007 roku)[2]
- 2 września 2012 – 6 marca 2015: Anatolij Końkow[3]
- od 6 marca 2015: Andrij Pawełko[4]
- od 25 stycznia 2024 Andrij Szewczenko[5]

## Siedziba
Budynek futbolu (ukr. Будинок футболу) – nieformalna nazwa budynku, gdzie znajduje się siedziba Federacji Futbolu Ukrainy, w której urzęduje kierownictwo i pracownicy Federacji Piłki Nożnej Ukrainy. Adres siedziby: Kijów, pr. Laboratornyj 7a.